# فرودگاه بین‌المللی چانگچون لونگییا
فرودگاه بین‌المللی چانگچون لونگییا (به انگلیسی: Changchun Longjia International Airport) یک فرودگاه غیرنظامی با کد یاتا CGQ است که یک باند فرود بتن دارد و طول باند آن ۳۲۰۰ متر است. این فرودگاه در کشور چین قرار دارد و در ارتفاع ۲۱۵ متری از سطح دریا واقع شده‌است.

## شرکت‌های هواپیمایی و مقصدهای پروازی
| شرکت‌های هواپیمایی      | مقصدهای پروازی                                                |
| ---------------------- | ------------------------------------------------------------- |
| ایر چاینا              | چنگدو شوانگلیو                                                |
| China Express Airlines | ووسو تائی‌یوان                                                 |
| هواپیمایی جنوبی چین    | پکن، داتنگ بییازاو، بایون گوآنگجو                             |
| چاینا یونایتد ایرلاینز | پکن نانیوان                                                   |
| هاینان ایرلاینز        | پکن، هایکو میلان، ووسو تائی‌یوان، تیانجین بینهای، زیامن گائوچی |
| جونیائو ایرلاینز       | شانگهای پودنگ                                                 |
| شاندونگ ایرلاینز       | کینگدائو لیوتینگ، یینچوان هیدونگ                              |
| تیانجین ایرلاینز       | ووسو تائی‌یوان                                                 |